# .dm
.dm és el domini territorial de primer nivell (ccTLD) de Dominica. Qui faci un registre de segon nivell d'aquest domini rep automàticament els noms de tercer nivell .com.dm, .net.dm i .org.dm. No hi ha restriccions sobre qui pot registrar aquests noms, però no són massa populars. Un exemple de .dm actual n'és l'ús que en fa Playdom com a drecera per a l'URL, play.dm, el qual és un exemple de domain hack.